# Kambalapalli, Srinivaspur
Kambalapalli là một làng thuộc tehsil Srinivaspur, huyện Kolar, bang Karnataka, Ấn Độ.